# Козирєв Микита Іванович
Мики́та Іва́нович Ко́зирєв (народ. 22 травня 1993 року, Одеса, Україна) — російськомовний відеоблогер, пародист та музикант українського походження. Автор YouTube-каналу «Козырный Уголок» (укр. Козирний Куток) та учасник проекту «ND Production».

## Біографія та творчість
Народився 22 травня 1993 року в Одесі. Навчався в школі Столярського з класу фортепіано та в одеській консерваторії.
Знімати відео почав ще під час навчання у школі — в 2009 році спільно з молодшою сестрою випускав скетч-шоу «Автобус сміху», один з фрагментів якого (з фразою «А де моя сосиска?!») став інтернет-мемом (більш 4 мільйонів переглядів).
2011 року виступив на фестивалі пародій «Велика різниця в Одесі», де отримав приз від одного з спонсорів. У рамках свого номера Микита показав 51 персонажа протягом трьох хвилин.
Трохи пізніше Микита створив свій YouTube-канал «Козырный Уголок», де робить пародії на голоси, сатиричні відео та авторські музичні кліпи. Також, на каналі виходили ролики за участю інших блогерів, таких як Микола Соболєв, Данило Поперечний, DK, Ельдар Джарахов, Tanny Volkova, Jack Belozerov та інші. З Андрієм Немодруком, засновником YouTube-проекту «ND Production», познайомився на своїй вулиці — з приводу обставин хлопці були сусідами, не знаючи про це. На каналі «ND Production» виходять пісні голосами рінзноманітних персонажів (політики, герої мультфільмів, зірки шоу-бізнесу), а також пародії на музичні кліпи, у тому числі за участю українських зірок (наприклад, таких як Павло Зібров).
Брав участь як гість у блогерських фестивалях «Відфест» та «VKFest» у Санкт-Петербургу та Москві, а також в українському фестивалі VIDEOZHARA у Києві. В 2017 році, спільно з Немодруком та іншими відеоблогерами брав участь у ток-шоу «Прямий ефір» Андрія Малахова. Знімався у деяких шоу на YouTube-каналі «КЛИККЛАК».

## Участь у Вікіпедії
Був активним учасником російського та українського розділів Вікіпедії, під ніком Nikita Kozyrev написав більш 200 статей у російському розділі, серед яких — статті про творчість італійського співака та актора Адріано Челентано, Ероса Рамаццотті, кіно, анімації, діячах мистецтва та інші.